# Івамі ґіндзан

Вхід до срібної копальні Івамі.

Івамі ґіндзан (яп. 石見銀山 — «срібна копальня Івамі») — найбільша срібна копальня Японії 14 — 19 століття, розташовувалася у провінції Івамі. Розташована у місті Ода префектури Сімане. За підрахунками дослідників, виробляла близько третини світового срібла, що було в обігу наприкінці 15 — початку 16 століть. З 1969 року внесена до списку національних історичних пам'ятників урядом Японії. 28 червня 2007 року  зарахована до Світової спадщини ЮНЕСКО.